# Limba cnaanică
Limba cnaanică (leșon kenaan לשון כנען, kenaanit כנענית, c’echit yehudit צ'כית יהודית, adică "ceha evreiască", în cehă: lešon kenaan) este denumirea graiului vorbit în evul mediu de către populația evreiască din Cehia, Moravia, dar probabil și din Luzacia și actuala Polonie. În limba ebraică există mai multe denumiri ale acestui grai printre care cea mai corectă pare a fi denumirea "ceha evreiască". Conform Jiřinei Šedinová, specialistă în cultura și literatura evreilor din Cehia, termenul leșon kenaan desemnează chiar limba cehă.
Deși în mod curent întâlnim afirmații conform cărora "leșon kenaan" ar fi o limbă de sine stătătoare, singura sursă a cunoașterii graiului vorbit de evreii cehi în evul mediu sunt glosele care apar în texte religioase (bunăoară în Or zarua de Yitzhak ben Moshe sau Arugat ha-bosem de Avraham ben Azriel). Aceste glose sunt scrise cu alfabetul ebraic, dar limba lor nu diferă de ceha medievală.
Prin urmare, nu dispunem de surse suficiente pentru a ajunge la concluzia că în evul mediu evreii cehi aveau un grai deosebit. Situația din Cehia diferă în mod considerabil de cea din Occitania, unde existența unei limbi evreiești de sine stătătoare este un fapt indiscutabil. Limba șuadit (sau limba iudeo-provensală) prezenta deosebiri față de dialectul provensal al populației creștine din regiunea respectivă; printre altele evreii din Provence pronunțau altfel unele sunete, mai ales unele consoane. Pe baza gloselor evreiești din Cehia putem afirma că situația din această țară semăna mai degrabă cu cea din Spania sau din Germania, unde graiul întrebuințat de populația evreiască nu se deosebea în mod frapant de limba mediului creștin. Graiul vorbit de evreii din Renania nici pe departe nu prezenta, față de limba germană de atunci, marile diferențe pe care idișul de astăzi le prezintă față de germană (același lucru este valabil și în cazul limbilor spaniolă și ladino). 
În altă ordine de idei, în evul mediu cuvântul ebraic Kenaan (כנען) se referea nu numai la Cehia, ci la tot teritoriul locuit atunci de slavii de vest - actuala Polonie, Luzacia și regiunile situate la vest de Luzacia, până la râul Elba. Deci zona de răspândire a unei limbi evreiești bazate pe cehă sau pe o altă limbă vest-slavă medievală nu poate fi delimitată cu siguranță. 
În Cehia fenomenul limbii "leșon kenaan" este practic necunoscut, iar în paginile Wikipediei cehe a avut loc o discuție dacă o limbă evreiască bazată pe ceha medievală a existat într-adevăr și dacă merită ca Wikipedia cehă să-i consacre un articol.